# 措玛乡
措玛乡（藏語：མཚོ་དམར་），是中华人民共和国西藏自治区那曲市安多县下辖的一个乡镇级行政单位。

## 行政区划
措玛乡下辖以下地区：
措亚玛村、活龙下日村、古瓦曲美村、如秀玛村、龙那村和加布村。